# Стадион Драгао
Стадион Драгао (порт. Estádio do Dragão; срп. Стадион Змаја) је фудбалски стадион у Порту, Португалија. Стадион је домаћи терен ФК Порто, а капацитет стадиона је 50.399 седећих места.
Стадион је саграђен као замена старом Портовом стадиону Антасу и као место одржавања утакмица Европског првенства 2004., а свечано је отворен 16. новембра 2003.

## Изградња и отварање
Грађевински радови почели крајем 2001, а завршен је у новембру 2003, неколико месеци након првобитно предвиђеног рока.
Пројектовао га је Мануел Салгадо, португалски архитекта, саградио га је португалски извођач Сомагуе, а коштао је 97.755.318 евра, од чега је 18.430.956 евра било дато из јавних извора. Да би се осигурали трошкови, свака трибина носи име једног или два спонзора: Super Bock (северна), tmn (источна), Meo (западна) и Кока-кола (северна трибина). Гостујући навијачи се смештају у леви угао северне трибине, док Портове навијачке групе (SuperDragões и Colectivo Ultras 95) имају свака своју трибину, иако су изворно обе групе биле на јужној трибини.
Стадион је отворен 16. новембра 2003. пријатељском утакмицом Порта и Барселоне (2:0), на којем је за Барселону дебитовао 16-годишњи Лионел Меси. Ипак, због озбиљних проблема са травњаком, клуб је био присиљен играти на „Антасу“ све док нова трава није била посађена средином фебруара 2004.

## Име
Име је изведено од змаја на Портовом грбу, а то име је и надимак клуба.
При избору, разматрала су се и друга решења, као што је задржавање старог имена, стадион Антас (званично, за разлику од старог стадиона), по бившем играчу Пинги, тренеру Жозе Марији Педроту или председнику Пинту да Кошти (председник од 1982).

## Главни догађаји
Стадион је изграђен за потребе Европског првенства 2004., био је домаћин инаугуралног меча Португалије и Грчке, као и три утакмице групне фазе, једне четвртфиналне и полуфиналне. Стадион је учврстио своју репутацију вишенаменског стадиона, одржавањем музичких концерата, мото-трка итд.